# چوسان تونگسینسا
چوسان تونگسینسا (انگلیسی: Joseon Tongsinsa) مأموریت‌های حسن نیت به درخواست مقامات مقیم ژاپن بود که به‌طور متناوب توسط پادشاهی چوسان،  کره (کشور) به ژاپن فرستاده شد.